# Episodi di Un caso per due (ventunesima stagione)
La ventunesima stagione della serie televisiva tedesca Un caso per due, composta da 11 episodi, è andata in onda in Germania sul canale ZDF a partire dal 5 gennaio 2001.
| nº | Titolo originale        | Titolo italiano        | Prima TV Germania | Prima TV Italia |
| -- | ----------------------- | ---------------------- | ----------------- | --------------- |
| 1  | Der verlorene Vater     | Le due donne           | 5 gennaio 2001    |                 |
| 2  | K.O.-Girls              | K.O.-Girls             |                   |                 |
| 3  | Tödliche Probe          | Recita scolastica      |                   |                 |
| 4  | Tödliche Schnappschüsse | Foto scandalistiche    |                   |                 |
| 5  | Code Mira               | Codice Mira            |                   |                 |
| 6  | Tod eines Models        | Morte di una modella   |                   |                 |
| 7  | Schulschluss            | Ultimo anno di scuola  |                   |                 |
| 8  | Das Lachen des Buddha   | Il sorriso di Buddha   |                   |                 |
| 9  | Verbotene Gefühle       | Il prezzo del silenzio |                   |                 |
| 10 | Einsamer Wolf           | Occhio per occhio      |                   |                 |
| 11 | Jagdfieber              | Caccia all'assassino   |                   |                 |